# 2008-as Roland Garros
A 2008-as Roland Garros az év második Grand Slam-tornája, a Roland Garros 107. kiadása volt. Párizsban, a Stade Roland Garros salakos pályáin rendezték meg, 2008. május 25. és június 8. között.
A férfiak háromszoros címvédője Rafael Nadal zsinórban negyedik tornagyőzelmét gyűjtötte be, ezzel beállította Björn Borg rekordját. Szintén ő lett az első Borg óta, aki szettveszteség nélkül nyert.
A nők háromszoros címvédője Justine Henin bejelentette visszavonulását, ezért nem vett részt a tornán. A versenyt a szerb Ana Ivanović nyerte, élete első Grand Slam-győzelmét aratva. A torna után ő lett a világelső is.
A férfi párosok versenyében a perui Luis Horna és az uruguayi Pablo Cuevas az első dél-amerikai páros lett, akik Grand Slam-tornát nyertek.
A korábbi világelső, háromszoros bajnok Gustavo Kuerten itt játszotta utolsó profi meccsét, Paul-Henri Mathieu-től szenvedett vereséget az első körben.

## Döntők

### Férfi egyes
Rafael Nadal –  Roger Federer, 6–1, 6–3, 6–0

### Női egyes
Ana Ivanović –  Gyinara Szafina, 6–4, 6–3

### Férfi páros
Pablo Cuevas /  Luis Horna –  Daniel Nestor /  Nenad Zimonjić, 6–3, 6–2

### Női páros
Anabel Medina Garrigues /  Virginia Ruano Pascual –  Casey Dellacqua /  Francesca Schiavone, 2–6, 7–5, 6–4

### Vegyes páros
Viktorija Azaranka /  Bob Bryan –  Katarina Srebotnik /  Nenad Zimonjić, 6–2, 7–6(4)

## Juniorok

### Fiú egyéni
Tsung-hua Yang –  Jerzy Janowicz, 6–3, 7–6(5)

### Lány egyéni
Simona Halep –  Elena Bogdan, 6–4, 6–7(3), 6–2

### Fiú páros
Henri Kontinen /  Christopher Rungkat –  Jaan-Frederik Brunken /  Matt Reid, 6–0, 6–3

### Lány páros
Polona Hercog /  Jessica Moore –  Lesley Kerkhove /  Arantxa Rus, 5–7, 6–1, [10–7]

## Kiemeltek
Sérültek: Andy Roddick, Tatiana Golovin, Szánija Mirza, Lindsay Davenport, Daniela Hantuchová, Jo-Wilfried Tsonga, Richard Gasquet.
| 1. Roger Federer (Döntő, vereség Rafael Nadal ellen) 2. Rafael Nadal (Győztes) 3. Novak Đoković (Elődöntő, vereség Rafael Nadal ellen) 4. Nyikolaj Davigyenko (3.kör, vereség Ivan Ljubičić ellen) 5. David Ferrer (Negyeddöntő, vereség Gaël Monfils ellen) 6. David Nalbandian (2. kör, vereség Jérémy Chardy ellen) 7. James Blake (2. kör, vereség Ernests Gulbis ellen) 8. Richard Gasquet (visszalépett) 9. Stanislas Wawrinka (3. kör, vereség Fernando González Ciuffardi ellen) 10. Andy Murray (3. kör, vereség Nicolás Almagro ellen) 11. Tomáš Berdych (2. kör, vereség Michaël Llodra ellen) 12. Tommy Robredo (3. kör, vereség Radek Štěpánek ellen) 13. Juan Mónaco (1. kör, vereség Robin Söderling ellen) 14. Jo-Wilfried Tsonga (visszalépett) 15. Mihail Juzsnij (3. kör, vereség Fernando Verdasco ellen) 16. Carlos Moyà (1. kör, vereség Eduardo Schwank ellen) 17. Márkosz Pagdatísz (1. kör, vereség Simone Bolelli ellen) 18. Paul-Henri Mathieu (4. kör, vereség Novak Đoković ellen) 19. Nicolás Almagro (Negyeddöntő, vereség Rafael Nadal ellen) 20. Ivo Karlović (1. kör, vereség Alejandro Falla ellen) 21. Radek Štěpánek (4. kör, vereség David Ferrer ellen) 22. Fernando Verdasco (4. kör, vereség Rafael Nadal ellen) 23. Juan Carlos Ferrero (1. kör, feladta Marcos Daniel ellen) 24. Fernando González Ciuffardi (Negyeddöntő, vereség Roger Federer ellen) 25. Lleyton Hewitt (3. kör, vereség David Ferrer ellen) 26. Jarkko Nieminen (3. kör, vereség Rafael Nadal ellen) 27. Igor Andrejev (2. kör, vereség Robby Ginepri ellen) 28. Ivan Ljubičić (4. kör, vereség Gaël Monfils ellen) 29. Guillermo Cañas (1. kör, vereség Wayne Odesnik ellen) 30. Dmitrij Turszunov (3. kör, vereség Jérémy Chardy ellen) 31. Andreas Seppi (1. kör, vereség Mario Ančić ellen) 32. Janko Tipsarević (1. kör, vereség Nicolás Lapentti ellen) | 1. Marija Sarapova (4. kör, vereség Gyinara Szafina ellen) 2. Ana Ivanović (Győztes) 3. Jelena Janković (Elődöntő, vereség Ana Ivanović ellen) 4. Szvetlana Kuznyecova (Elődöntő, vereség Gyinara Szafina ellen) 5. Serena Williams (3. kör, vereség Katarina Srebotnik ellen) 6. Anna Csakvetadze (2. kör, vereség Kaia Kanepi ellen) 7. Jelena Gyementyjeva (Negyeddöntő, vereség Gyinara Szafina ellen) 8. Venus Williams (3. kör, vereség Flavia Pennetta ellen) 9. Marion Bartoli (1. kör, vereség Casey Dellacqua ellen) 10. Patty Schnyder (Negyeddöntő, vereség Ana Ivanović ellen) 11. Vera Zvonarjova (4. kör, vereség Jelena Gyementyjeva ellen) 12. Szávay Ágnes (3. kör, vereség Petra Kvitová ellen) 13. Gyinara Szafina (Döntő, vereség Ana Ivanović ellen) 14. Agnieszka Radwańska (4. kör, vereség Jelena Janković ellen) 15. Nicole Vaidišová (1. kör, vereség Iveta Benešová ellen) 16. Viktorija Azaranka (4. kör, vereség Szvetlana Kuznyecova ellen) 17. Sahar Peér (1. kör, vereség Samantha Stosur ellen) 18. Francesca Schiavone (3. kör, vereség Viktorija Azaranka ellen) 19. Alizé Cornet (3. kör, vereség Agnieszka Radwańska ellen) 20. Sybille Bammer (1. kör, vereség Aleksandra Wozniak ellen) 21. Marija Kirilenko (2. kör, vereség Cseng Csie ellen) 22. Amélie Mauresmo (2. kör, vereség Carla Suárez Navarro ellen) 23. Aljona Bondarenko (1. kör, vereség Petra Cetkovská ellen) 24. Virginie Razzano (1. kör, vereség Klára Zakopalová ellen) 25. Nagyja Petrova (3. kör, vereség Szvetlana Kuznyecova ellen) 26. Flavia Pennetta (4. kör, vereség Carla Suárez Navarro ellen) 27. Katarina Srebotnik (4. kör, vereség Patty Schnyder ellen) 28. Dominika Cibulková (3. kör, vereség Jelena Janković ellen) 29. Anabel Medina Garrigues (3.kör, vereség Kaia Kanepi ellen) 30. Caroline Wozniacki (3. kör, vereség Ana Ivanović ellen) 31. Szugijama Ai (2. kör, vereség Volha Havarcova ellen) 32. Karin Knapp (3. kör, vereség Marija Sarapova ellen) |